# Miklós Bethlen
Miklós Bethlen (n. 1 septembrie 1642, Castelul Bethlen din Boiu⁠(hu)[traduceți] – d. 27 octombrie 1716, Viena) a fost un nobil transilvănean, arhitect și scriitor, singurul fiu al cancelarului János Bethlen.  Între anii 1691-1704 a îndeplinit la rândul său funcția de cancelar al Principatului Transilvaniei.

## Viața și activitatea
Între anii 1661 și 1664 a studiat la Colegiul Reformat din Alba Iulia și la Colegiul Reformat din Cluj, după care a plecat în străinătate pentru a-și finaliza studiile. O primă perioadă s-a aflat la Universitatea din Heidelberg, apoi s-a mutat la două universități din Țările de Jos: Utrecht și mai târziu la Leiden. Această perioadă de peregrinatio studiorum a fost încununată cu o perfecționare în limbile engleză și franceză.
Întorcându-se în Transilvania în 1664, tot în acel an are o scurtă ședere în Veneția. Devine în anul 1666 căpitan general al scaunului din Odorhei. Este ridicat în rangul de căpitan de Alba în anul 1683. Este numit în funcția de căpitan al bastionului de la Cisnădie în anul 1686. Mihály Teleki al III-lea l-a numit prim-căpitan onorific de Trei Scaune în anul 1690. A jucat un rol cheie în evenimentele politice transilvănene, în timpul revoltei lui Imre Thököly și în anii următori. Cea mai importantă sarcină a lui a fost cea de cancelar al Principatului.
Alături de cele mai importante angajamente politice, el s-a angajat să încurajeze educația în țara sa. În centrul activității sale politice, el apără mereu drepturile bisericilor reformate.
Între 1691-1704 a îndeplinit la rândul său funcția de cancelar al Transilvaniei. Anterior fusese comandant la cetatea Chioarului și al comitatului Maramureș.
După ideile sale a fost edificat Castelul Bethlen din Sânmiclăuș, în județul Alba.

## Scrieri
- Memoires historiques contenant l'histoire des derniers troubles de Transilvanie,  Amsterdam, 1736. Memoriile sale sunt o sursă prețuită pe plan literar și istoric, descriind istoria Transilvaniei din perspectiva unui martor ocular.[5]

### Traduceri în limba română
- Nicolae Bethlen, Descrierea vieții sale de către el însuși, Casa Cărții de Știință, 2004 ISBN 973-686-575-4.